# 柏拉圖裝飾藝術博物館
柏拉圖裝飾藝術博物館（日语：プラトン装飾美術館），又稱為義大利館（日语：イタリア館），是一座位於日本兵库县神户市中央區北野町山本通的異人館。舊名為舊阿博伊邸（旧アボイ邸）。也是目前重要傳統的建造物群保存地區「北野町山本通」的構成部分。

## 沿革
該建築物建於1915年，原作為阿博伊先生的居所，博物館的名字來源於柏拉图学院，其建築每個房間陳列著主要來自18、19世紀佛罗伦萨的展品，包括由意大利雕塑家維克多·艾蒙妮（Victor Aimone）所設計的家具和壁爐、讓-弗朗索瓦·米勒、讓-巴蒂斯·卡米耶·柯洛、亨利·盧梭和皮爾·波納爾的畫作、克勞德·米歇爾（Claude Michel）和奥古斯特·罗丹的雕塑，以及復古燈具和餐具。此外館內還展示了让·谷克多的手繪草圖等稀有物品 。
建築南側有一個以水池為中心的南歐風格花園，該花園有大理石柱和雕塑裝飾。池畔和陽台設有咖啡廳露台，遊客可以只喝咖啡進入。

## 建築
- 完成：1915 年（大正4年）
- 設計者：未知
- 結構：木質、山牆、石板屋頂，帶推拉窗和百葉窗
- 規模：主樓（地上2層、地下1層）、附樓

## 外部連結
- 柏拉圖裝飾藝術博物館(義大利館)観光神戸公式観光サイト FeelKOBE （页面存档备份，存于）
- 柏拉圖裝飾藝術博物館（義大利館）異人館ネット （页面存档备份，存于）
- 柏拉圖裝飾藝術博物館（義大利館）｜神戸北野異人館街 （页面存档备份，存于）